# Assiniboia (Saskatchewan)
Pour les articles homonymes, voir Assiniboia.
Assiniboia est une ville du centre-sud de la Saskatchewan, au Canada. Le recensement de 2011 y dénombre 2 418 habitants alors que celui de 2006, on en dénombrait 2 305.

## Démographie
| 2001  | 2006  | 2011  | 2016  |
| ----- | ----- | ----- | ----- |
| 2 483 | 2 305 | 2 418 | 2 424 |

## Histoire
De 1908 à 1912, le bureau de poste à cet endroit fut nommé « Leeville, Saskatchewan ».

## Situation
Assiniboia est située à 110 km au SSO de Moose Jaw à côté de l'autoroute 2 et de l'autoroute 13.
En 1925, Assiniboia était située sur la ligne de chemin de fer du Canadien Pacifique Moose Jaw - Expanse Branch et la ligne Assiniboia Branch.